# Alles über Adam
Alles über Adam (Originaltitel: About Adam) ist eine britisch-irische Filmkomödie mit Kate Hudson und Stuart Townsend aus dem Jahr 2000.

## Handlung
An Verehrern mangelt es der hübschen Lucy Owens nun wirklich nicht. Schließlich kellnert die Blondine in einem angesagten Dubliner Cafe und verwöhnt die Gäste mit samtweichen Songs. Doch dann sieht Lucy ihren Traummann: Adam ist der Name des Prachtexemplars, innerhalb von fünf Minuten hat Lucy seine Telefonnummer. Bei der ersten Begegnung Adams mit Lucys Familie schließt ihn Lucys Mutter Peggy sofort ins Herz, auch die beiden anderen Schwestern von Lucy, Laura und Alice, finden sofort Gefallen an Adam, was Adam prompt ausnützt, indem er Lucy mit Laura betrügt. Laura, die gerade an ihrer Dissertation schreibt, schreit beim Sex mit Adam, die Frauen im Viktorianischen Zeitalter seien dumm gewesen, dass sie ihre Sexualität vorwiegend in der Literatur ausgelebt hätten. Spontan ändert sie das Thema ihrer Arbeit und schreibt über die Sexualität in der Literatur.
Die älteste Schwester von Lucy, Alice, ist unglücklich verheiratet, denn ihr Mann Martin hängt mehr an der Flasche als an ihr und ihrer gemeinsamen Tochter. Sie ist an Adam interessiert, aber in einer intimen Situation macht sie im letzten Augenblick einen Rückzieher. Als Alice und Laura in einem Kaufhaus Einkäufe machen und Laura Adam sieht, bemüht sich Alice, ihre Aufregung zu verbergen.
Auch Lucys Bruder David erliegt dem Charme Adams. Als Adam dem ratlosen David in Bezug auf die Verführung von dessen etwas spröder Freundin Karen Nachhilfe erteilt und die beiden jungen Männer in einer Nacht dasselbe Zimmer teilen, verursacht die Nähe Adams bei David eine Erektion. Während David sich noch über seine sexuelle Orientierung Gedanken macht, bringt Adam Karen ganz neue erotische Erfahrungen bei, die in der Folge auch David zugutekommen.
Bei einem freundschaftlichen Treffen zwischen Lucy und ihrem ehemaligen Freund Simon kommt es zu einem One-Night-Stand. Nichts ahnend trifft sich dann Adam mit Lucy, Alice, Laura und Peggy zu einem Abendessen in dem Café, wo Lucy arbeitet. In dieser Zeit führt Lucy einen Song vor und macht danach Adam vor versammeltem Publikum einen Heiratsantrag. Adam ist zuerst sprachlos, weil er in diesem Augenblick noch am Tisch mit Laura geturtelt hatte, die nach Adams Jawort zutiefst erschüttert ist und in Tränen ausbricht. Das alles bekommt Alice auf der anderen Seite des Tisches mit, lächelnd wird ihr klar, dass Adam eine Liaison mit Laura hat. Am Tag der Hochzeit bekommt Lucy Zweifel. Sie sagt ihren Schwestern, sie habe Adam einmal betrogen. Alice sagt, Lucy sollte dies geheim halten, weil es sich sowieso nicht ungeschehen machen lasse. Anschließend fragt sie Lucy grinsend, ob es gut war – nachdem Lucy es bejaht, fügt Alice hinzu, es habe sich gelohnt. Alice fährt danach erwartungsvoll zu Adam, der sie dann kurz vor der Trauung zum Sex verführt.
Lucy bekommt vor dem Altar erneut Zweifel und macht eine Kehrtwende aus der Kirche. Adam läuft ihr hinterher, wird aber von Lucys Mutter Peggy aufgehalten, die ihn fragt, ob er auch wirklich seine Zukunft mit Lucy verbringen will. Adam entscheidet sich, ohne zu zögern, für Lucy. Diese ist verzweifelt und geplagt von Schuldgefühlen. Nachdem sie Adam erzählt hat, dass sie ein Geheimnis vor ihm verbirgt, gesteht Adam, auch einige Geheimnisse vor ihr zu haben, und sagt ihr, dass es normal sei, sie nicht preiszugeben. Lucy ist nach diesem Gespräch überglücklich und entscheidet sich doch für die Hochzeit.
In der Endsequenz versammeln sich Alice, Lucy, Laura und Peggy neben Adam. Adam dankt allen und herzigt sie auf eine spielerische Art und Weise, indem er jeder der Frauen einen Kuss gibt. Am Ende schaut er schadenfroh in die Kamera und lächelt dabei. Dies lässt sich so deuten, dass er sein Ziel erreicht hat, nämlich die Familie Owens auf die eine oder andere Weise „glücklich“ zu machen.

## Kritiken
- Kevin Thomas schrieb in der Los Angeles Times, die durchtriebene romantische Komödie habe Witz und Stil.[1]

- Lisa Schwarzbaum schrieb in der Entertainment Weekly, über den Hauptcharakter könne man sagen, dass er offen sei. Adam sei offen auf die Schwestern von Lucy Laura und Alice und kreiere für jede der Frauen eine eigene Lebensgeschichte. Das gezeigte Bild der Stadt Dublin sei hell, sie wirke auf Schwarzbaum wie eine andere Stadt.[2]

## Auszeichnungen
Gerard Stembridge wurde 2003 als Regisseur und als Drehbuchautor für den irischen IFTA Award nominiert. Die dritte Nominierung erhielt die Komödie als Bester Film.

## Hintergrund
Die Komödie wurde in Dublin gedreht.